# Katalonski jezik
Katalonski jezik (katalonsko-valencijsko-balearski; ISO 639-3: cat) spada u grupu romanskih jezika. Govori se u nekim španjolskim autonomnim zajednicama, prvenstveno u Kataloniji (ima status službenog jezika), Zajednici Valencije (nosi naziv valencijski jezik, zapravo dijalekt katalonskog koji ima status službenog) i na Balearima, te u dijelu Francuske i u Andori. Također, postoje dijelovi Sardinije gdje se održao katalonski govor. 
Unutar Francuske, katalonski se govori u Rusijonu. Na Sardiniji postoji jedan gradić, Alghero (katalonski: L'Alger, L'Alguer), gdje 30.000 ljudi govori katalonski. U toj regiji, katalonski je zaštićen jezik i može se koristiti u službenoj komunikaciji. U Andori je katalonski prvi službeni jezik (druga dva su španjolski i francuski). 
Važno je napomenuti da se inačica na kojoj se govori u Valenciji naziva valencijanskim jezikom, i razlikuje se u izvjesnoj mjeri od katalonskog iz Katalonije (slično razlikama srpskog i hrvatskog). Valencijanski se razvijao pod većim utjecajem španjolskog, dok je u Kataloniji jezik bio pod jačim utjecajem francuskog jezika. Verzija koja se govori na Balearima često se naziva balearskim, i također se razlikuje od katalonskog iz Barcelone, posebno u oblicima određenog člana: Balearci koriste oblike određenog člana es (muški rod) i sa (ženski rod), umjesto oblika el i la.
Izgovor katalonskog je veoma sličan izgovoru španjolskog i oksitanskog jezika. Tijekom Srednjeg vijeka, katalonski i okcitanski jezik bili su jako slični, i predstavljali su sponu između galoromanskih i iberoromanskih jezika, ali su se te razlike produbile poslije velikog utjecaja španjolskog na katalonski i francuskog na oksitanski, tijekom posljednjih 6 stoljeća. Isto tako, i masovna imigracija španjolskog i francuskog stanovništva na područja gdje se govore ovi jezici utjecala je da se ovi jezici udalje.
Od pada režima Francisca Franca, kada je katalonski jezik bio potiskivan, ovaj jezik se nalazi na svim uličnim tablama širom katalofonskog područja. 11.200.000 govornika u Španjolskoj (2006.); 31.000 u Andori (1990.); 100.000 u Francuskoj (1996.); 20.000 u Italiji (1996.).

## Dijalekti
Tijekom 1861. godine, Manuel Milà i Fontanals je predložio dijalektičku podjelu katalonskoga u dva velika bloka: istočni (Bloc o Branca del Català Oriental) i zapadni (Bloc o Branca del Català Occidental)
Ne postoji precizna lingvistička granica između jednog i drugog dijalekta, i gotovo svuda postoji prelazna zona između ovih dijalekata (osim dijelekata specifičnih za otoke). Također, nijedan od ovih dijalekata nije homogen unutar sebe, jer se može podijeliti na nekoliko podijalekata. To su sljedeći podijalekti:
| zapadno-katalonski - Sjeverozapadni dijalekti (svjetlo-plavo) - Ribagorçà (iz Ribagorça, katalonske regije) - Pallarès (izPallarèsa) - Lleidatà (iz Pokrajine Lleida) - južno katalonski ili sjeverni valencijanski" (plavo)' - Tortosí (iz Tortose) - Katalonski iz Matarranye - Vinarossenc (iz Vinaròs) - valencijanski iz Maestrata (valencijanske pregije ) - valencijski (tamnoplavo) - Castellonenc (iz pokrajine Castellón de la Plana) - Apitxat, ili središnji valencijanski - južno-valencijanski - Majorkanski it Tarbene la Valle de Gallinere | istočno-katalonski - Sjeverno-katalonski,ili "Roussillonski" (rossellonès, iz Roussillona)' (ružičasto) - srednje-katalonski (svjetlocrvenо) - Salat (са Coste Brave) - Barcelonès (iz Barcelone) - Tarragonès (iz Tarragonе) - Xipella - balearski (tamnoplavo) - Mallorquí (s Mallorcе) - Menorquí (s Menorca) - Eivissenc (s Ibize) - Alguerese (iz sardinskog grada Algero) |

## Vanjske poveznice
- Ethnologue (14th)
- Ethnologue (15th)
- ca.wikipedia.org na katalonskom jeziku
- Catalan 101 Learn Catalan online